# Double out
En double out er et gymnastikspring. Først skal gymnasten rotere en gang forlæns og så en gang mere bare med en 180° skrue.
| Sport | Spire Denne artikel om sport er en spire som bør udbygges. Du er velkommen til at hjælpe Wikipedia ved at udvide den. |